# 马拉苏河
马拉苏河 ，位于中华人民共和国新疆维吾尔自治区塔城地区额敏县南部的一条河流，属于额敏河支流。河名源自哈萨克语意为“鹿多的地方”。发源于齐吾尔喀叶尔山西北侧的别拉卡拉山，蜿蜒向西流，在马拉苏水文站下游附近出山口，水文站以下2.5千米处建有马拉苏水电站，电站以下河水被引入玛热勒苏镇灌区，余水渗入地下，在出山口以西15千米处形成约20多平方千米的沼泽，以地下水形式补给额敏河。马拉苏水文站以上河长32千米，集水面积262平方千米，年均径流量约1.15亿立方米。